# 秘密のケンミンSHOW
『ディスカバリー・エンターテインメント 秘密のケンミンSHOW 極』（ディスカバリー・エンターテインメント ひみつのケンミンショー きわみ）は、日本テレビ系列で2007年10月11日から毎週木曜日の21:00 - 21:54（JST）に放送されている読売テレビ（ytv）制作のバラエティ番組。番組中や公式サイトでは『秘密のケンミンSHOW 極』もしくは『ケンミンSHOW 極』と略されており、単純に『ケンミンSHOW』と呼ばれることも多い。
レギュラー放送開始前の2006・2007年に、パイロット版を2回放送。2008年10月から2011年9月まで、一部地域のみ20:54から6分間のプレ番組『まもなく!秘密のケンミンSHOW』を放送。ステレオ放送（2011年10月6日のスペシャル放送から実施）、ハイビジョン放送を実施している（2009年の正月スペシャルで一旦ハイビジョン制作を行った後、2009年4月16日からスタジオ部分のみ再ハイビジョン化、2010年4月15日から地上アナログ放送ではレターボックス放送を挟んで、2011年7月14日からはVTR部分もハイビジョン化）。
2020年4月9日にリニューアル（後述）し、番組名が『カミングアウトバラエティ!! 秘密のケンミンSHOW』（カミングアウトバラエティ!! ひみつのケンミンショー）から改題された。
出演者の節以降の、（ ）内の都道府県名・国名は出身地を表す。

## 概要

### 内容
タレントが出身地（都道府県）別に出演し、その土地だけで行われている行事・習慣、県民性を紹介するのが主な内容である。不定期特番時代は47都道府県すべての出身タレントが出演する形であったが、レギュラー化後はその週に紹介する道府県出身タレントを含めた15組が出演（以降、特番時には出演数が変動している。2007年11月29日放送分では20組、2008年1月10日と4月10日放送分では東京都を除く46道府県すべて）する形になった。また初期は「○○県民は-」と説明していたが、2008年3月20日放送分からは特定の地域限定の内容については「○○市（○○地方）に住む○○県民は-」と説明を変更している。
2008年10月16日から2011年9月15日まで、本編開始前の6分間（20:54 - 21:00）にプレ番組として『まもなく!秘密のケンミンSHOW』を放送した。2010年10月21日放送分で一旦打ち切ったが、制作局の読売テレビでは、翌週の10月28日から12月2日まで『On/Offの秘密』を放送、同年12月16日放送分より再び『まもなく!秘密のケンミンSHOW』を再開（2011年1月13日から1月27日までの3週分『On/Offの秘密』を放送）した。2016年10月の1カ月間にも読売テレビでプレ番組が復活し（静岡第一テレビのみネット）、2017年から本格的に再開された。2018年2月15日放送分より四国放送でもネットが開始された。
2020年3月をもって、番組開始以来司会を務めていたみのもんたが本人の意向により降板。4月からはみのの後任としてお笑いコンビ・爆笑問題の田中裕二が2代目司会に就任し、タイトルも『ディスカバリー・エンターテインメント 秘密のケンミンSHOW 極』に変更された。なお、この時点でタイトルや提供クレジット前などでのみのの台詞にあったキャッチフレーズ「エブリケンミン、カミングアウト」は廃止されている。リニューアルと同時に番組内のコーナーを一新する予定としていたが、新型コロナウイルスの影響（コロナ禍）の期間中は、新規ロケーションが困難なため、新規撮影された取材VTRとみの・久本時代に撮影・制作された分の取材VTRを編集して毎週ひとつのテーマ（都道府県単位、または特定の品物・事象）を取り上げる形態で放送していた。
2023年4月13日放送回以降よりオープニングジングルとオープニングタイトルコールがそれぞれ廃止され、番組本編のアバンタイトルから開始されるようになった。

### 視聴率
最高視聴率は関東地区が2010年3月4日放送分の19.2%（ビデオリサーチ調べ）、関西地区が2015年1月22日放送分の24.4%（オリコン調べ）。一方、『ケンミンSHOW 極』以降の最高視聴率は現時点では2020年4月30日放送分の13.8%（世帯視聴率・関東地区・ビデオリサーチ調べ）となっている。
また、ご当地が取り上げられる週（特に「連続転勤ドラマ 辞令は突然に…」シリーズ）になると大々的に宣伝をすることもあり、その地域では40%前後の視聴率を出すこともある。実例として2010年1月7日放送分において青森地区（青森放送）で視聴率41.4%（鮫の頭を食べる風習が紹介された）、2010年3月11日放送分において新潟地区（テレビ新潟）で視聴率38.0%（『連続転勤ドラマ 辞令は突然に…』の新潟県編・後編が放送された）、2010年6月10日放送分において長崎地区（長崎国際テレビ）で視聴率42.0%（『連続転勤ドラマ 辞令は突然に…』の長崎県編・前編が放送された）、2011年6月9日放送分において山形地区（山形放送）で視聴率44.3%（『連続転勤ドラマ 辞令は突然に…』の山形県編・後編が放送された）、2013年2月14日放送分において山陰地区（日本海テレビ）で視聴率39.9%（『連続転勤ドラマ 辞令は突然に… セカンドシーズン 奥様はさすらいの女子アナ編』の鳥取県編が放送された）、2013年5月16日放送分において山口地区（山口放送）で視聴率39.4%（『連続転勤ドラマ 辞令は突然に… セカンドシーズン 奥様はさすらいの女子アナ編』の山口県編・第1話が放送された）を記録している。

## 出演者

### 現在

#### 司会・アシスタント
- 久本雅美（お笑いタレント、大阪府）[注 6]
- 田中裕二（爆笑問題、東京都）※病気等休養期間中の代役は原則として、相方の太田光（埼玉県）が担当する。
  - 2020年9月17日放送分より新型コロナウイルス感染に伴い欠席、また2021年1月20日に前大脳動脈解離によるクモ膜下出血・脳梗塞に伴い緊急入院、その後27日に退院し、3月18日放送分から復帰した[7]。
    - このうち、2020年9月17日放送分は、妻の山口もえ（東京都）の陽性が確認された8月26日に収録（この時点で田中は検査結果待ちだったため「大事を取って欠席」としていた）されたため、代役を立てられず急遽久本単独で進行。その後の収録分は相方の太田が代役を務め、それが放送された。

#### ゲスト（ケンミンスター）
- 2020年3月までは3段に1段6組×3で18組出演。
- 2020年4月からは、スタジオ収録できないため、司会者2名とケンミンスター1名（ごくまれに2名出演の場合[注 7]やVTRで1名出演の場合もあり）が出演。
- スタジオ収録再開後は、左右の席に3組ずつ6組出演。
- その後、2段となり、1段に4組×2で8組出演。
- 2022年3月10日放送では、再び左右の席に3組ずつ6組出演になった。
- 2022年3月17日放送で2段となり、本来の形の4組×2の8組出演に回帰した。

| ゲスト（ケンミンスター）※初登場、および既に芸能界を引退した者も含む | ゲスト（ケンミンスター）※初登場、および既に芸能界を引退した者も含む | ゲスト（ケンミンスター）※初登場、および既に芸能界を引退した者も含む |
| 地区                                                                | 46道府県                                                            | ゲスト（ケンミンスター） |
| ------------------------------------------------------------------- | ------------------------------------------------------------------- | --- |
| 北海道・東北                                                        | 北海道                                                              | 伊吹吾郎、高橋惠子、里田まい、藤本美貴、阿知波悟美、安倍なつみ、飯田圭織、芹那、内藤大助、平成ノブシコブシ、バービー（フォーリンラブ）、さくらまや、菊地亜美、葛西紀明、清水宏保、岡崎朋美、とにかく明るい安村、長谷川初範、m.c.A.T、城彰二、ワッキー（ペナルティ）、牧原俊幸、兼近大樹（EXIT）、武田真治、杉村太蔵、宮尾俊太郎、タカアンドトシ、森崎博之（TEAM NACS）、畠中悠（オズワルド）、佐藤優樹、伊勢鈴蘭（アンジュルム）、坂口渚沙、金川紗耶（乃木坂46）、藤嶌果歩（日向坂46） |
| 北海道・東北                                                        | 青森県                                                              | 舞の海秀平、新山千春、田中義剛、木野花、古坂大魔王、振分親方（元・高見盛、現・東関親方）、王林、りんごちゃん、じろう（シソンヌ） |
| 北海道・東北                                                        | 岩手県                                                              | 新沼謙治、山川恵里佳、福田萌、三又又三、村上弘明、あゆか、戸塚純貴、佐藤璃果（乃木坂46） |
| 北海道・東北                                                        | 宮城県                                                              | 高橋ジョージ、森公美子、大友康平、大島蓉子、狩野英孝、サンドウィッチマン、岸孝之、半海一晃、おかやまはじめ、尾形貴弘（パンサー）、中村雅俊、石田亜佑美、八乙女光（Hey! Say! JUMP）、佐々木莉佳子、黒羽麻璃央、餅田コシヒカリ（駆け抜けて軽トラ）、斉藤ブラザーズ、久保史緒里（乃木坂46）、渡邊圭祐 |
| 北海道・東北                                                        | 秋田県                                                              | 加藤夏希、藤あや子、田口光久、桜庭和志、壇蜜、生駒里奈、岡部大（ハナコ）、鈴木絢音 |
| 北海道・東北                                                        | 山形県                                                              | 渡辺えり、ウド鈴木（キャイ〜ン）、橋本マナミ、佐藤正宏、ぺえ、井上京子、本間朋晃、すがちゃん最高No.1（ぱーてぃーちゃん） |
| 北海道・東北                                                        | 福島県                                                              | 梅沢富美男、斉藤暁、白羽ゆり、佐藤B作、加藤茶（ザ・ドリフターズ） 、中畑清、江川卓、白鳥久美子（たんぽぽ）、あばれる君、和田聰宏、武田玲奈、平子祐希（アルコ&ピース）、柳澤秀夫、板橋駿谷 |
| 関東（東京都除く）                                                  | 茨城県                                                              | 磯山さやか、黒沢かずこ（森三中）、鈴木奈々、渡部豪太、村上健志（フルーツポンチ）、白石美帆、マギー司郎、城之内早苗、カミナリ、デーブ大久保、二子山親方（元・雅山）、鈴木桂治、岡部麟 |
| 関東（東京都除く）                                                  | 栃木県                                                              | 平山あや、U字工事、ガッツ石松、手島優、大島美幸（森三中）、石黒英雄、渡辺江里子（阿佐ヶ谷姉妹）、井上咲楽、石川恋、森戸知沙希、賀喜遥香（乃木坂46） |
| 関東（東京都除く）                                                  | 群馬県                                                              | 井森美幸、JOY、中山秀征、紫吹淳、荻原次晴、山本博（ロバート）、町田啓太（劇団EXILE）、中村俊介、大友花恋、宮下兼史鷹（宮下草薙）、関太（タイムマシーン3号） |
| 関東（東京都除く）                                                  | 埼玉県                                                              | 土田晃之、相島一之、春日俊彰（オードリー）、ダイアモンド✡ユカイ、菜々緒、北陽、板倉俊之（インパルス）、益若つばさ、北斗晶、勝村政信、ゴルゴ松本（TIM）、的場浩司、七瀬なつみ、ビビる大木、向井亜紀、片桐仁、林家たい平、島崎遥香、中澤佑二、横山玲奈（モーニング娘。'25）、向井地美音（AKB48）、秋元真夏、金村美玖、丹生明里 |
| 関東（東京都除く）                                                  | 千葉県                                                              | 山里亮太（南海キャンディーズ）、千秋、永島敏行、渡辺正行、高橋英樹、押切もえ、小島よしお、小島瑠璃子、小倉優子、伊藤淳史、小宮山悟、伊藤俊介（オズワルド）、那須川天心 |
| 関東（東京都除く）                                                  | 神奈川県                                                            | 榊原郁恵、南明奈、村上知子（森三中）、ふかわりょう、山下容莉枝、石原良純、堤下敦（インパルス）、出川哲朗、河村隆一（LUNA SEA）、亘健太郎（フルーツポンチ）、高田延彦、冨永愛、徳光和夫、川村エミコ（たんぽぽ）、高橋克典、船越英一郎、吉川美代子、ダレノガレ明美、RIKACO、鈴木伸之、風間トオル、松尾駿（チョコレートプラネット）、真飛聖、シュウペイ（ぺこぱ）、前田裕太（ティモンディ）、石塚英彦（ホンジャマカ）、真壁刀義、野田クリスタル（マヂカルラブリー）、岡田奈々、HAN-KUN（湘南乃風）、ミッツ・マングローブ、小田さくら（モーニング娘。'25）、鈴木拓（ドランクドラゴン）、木村美穂（阿佐ヶ谷姉妹）、SHELLY、金子きょんちぃ（ぱーてぃーちゃん）、千葉恵里（AKB48）、上地雄輔 |
| 中部                                                                | 新潟県                                                              | 星野知子、川合俊一、小林幸子、西山茉希、永井大、原幹恵、久住小春、遠山俊也、三田村邦彦、相沢まき、横澤夏子、高橋克実、おばたのお兄さん、山本浩司（タイムマシーン3号）、スーパー・ササダンゴ・マシン |
| 中部                                                                | 富山県                                                              | 柴田理恵、西村まさ彦、中井りか、佐藤大樹（クマムシ）、剣幸、登坂絵莉、室井滋 |
| 中部                                                                | 石川県                                                              | 田中美里、篠井英介、鹿賀丈史、辻口博啓、ダンディ坂野、松本薫 |
| 中部                                                                | 福井県                                                              | 大和田伸也、道端アンジェリカ、高橋愛、天龍源一郎、日野陽仁、小木茂光、村本大輔（ウーマンラッシュアワー）、大和田獏、津田寛治 |
| 中部                                                                | 山梨県                                                              | 武藤敬司、筒井真理子、深沢敦、マキタスポーツ、堀内恒夫、河西結心（つばきファクトリー） |
| 中部                                                                | 長野県                                                              | 滝沢沙織、藤森慎吾（オリエンタルラジオ）、田中要次、峰竜太、もう中学生、乙葉、島田秀平、羽場裕一、羽賀朱音（モーニング娘。'25）、国本梨紗、丸山智己、良ちゃん（鬼越トマホーク）、藤澤涼架（Mrs.GREEN APPLE） |
| 中部                                                                | 岐阜県                                                              | 清水ミチコ、熊田曜子、野口五郎、細川茂樹、敦士、酒井敏也、平山浩行、棚橋弘至、岡田義徳、近藤サト、鷲見玲奈、堀未央奈、清春 |
| 中部                                                                | 静岡県                                                              | 勝俣州和、袴田吉彦、筧利夫、トータルテンボス、鈴木砂羽、武田修宏、神保悟志、春風亭昇太、松本志のぶ、別所哲也、加藤諒、酒井美紀、美保純、渡辺梓、西野未姫、りんたろー。（EXIT）、長谷川忍（シソンヌ）、柴田英嗣（アンタッチャブル）、水谷隼、田中道子 |
| 中部                                                                | 愛知県                                                              | 加藤晴彦、スギちゃん、三ツ矢雄二、渡辺哲、佐藤かよ、キンタロー。、田山涼成、佐藤仁美、山﨑武司、安藤美姫、松井玲奈、松下由樹、佐野岳、秋田豊、浅田舞、オアシズ、赤星憲広、中嶋悟、北原里英、よしこ（ガンバレルーヤ）、向井慧（パンサー）、Mr.シャチホコ、オカダ・カズチカ、牧野真莉愛（モーニング娘。'25）、草薙航基（宮下草薙）、瀧川鯉斗、村上（マヂカルラブリー）、天野ひろゆき（キャイ～ン）、戸田恵子、新妻聖子、村上佳菜子、アタック西本（ジェラードン）、渡辺いっけい |
| 中部                                                                | 三重県                                                              | 磯野貴理子、小倉久寛、楠田枝里子、足立梨花、近藤くみこ（ニッチェ）、浅尾美和、吉田沙保里、チャンカワイ（Wエンジン）、葛山信吾、野口みずき、瀬古利彦、小椋久美子 |
| 近畿                                                                | 滋賀県                                                              | 松居一代、尾木直樹、山中慎介、高橋ユウ、ひょっこりはん、ダイアン、高橋ひかる、武元唯衣（櫻坂46）、くっきー!（野性爆弾） |
| 近畿                                                                | 京都府                                                              | 西村和彦、川島明（麒麟）、安田美沙子、坂下千里子、山村紅葉、中村玉緒、杉本彩、サバンナ、レッド吉田（TIM）、大浦龍宇一、千原せいじ（千原兄弟）、久保田磨希、佐々木蔵之介、三田寛子、小橋建太、大八木淳史、本田望結、桧山進次郎、ギャル曽根、トラウデン直美、長田庄平（チョコレートプラネット）、ミキ、横山由依、西川ヘレン、おいでやす小田、福田充徳（チュートリアル）、段田安則、糸井嘉男、田畑智子 |
| 近畿                                                                | 大阪府                                                              | 西川きよし、大沢あかね、はるな愛、ラサール石井、田村裕（麒麟）、中田敦彦（オリエンタルラジオ）、星田英利（旧・ほっしゃん。）、山崎静代（南海キャンディーズ）、田丸麻紀、中村美律子、内藤剛志、FUJIWARA、相川七瀬、元木大介、井岡一翔、山田花子、鈴木紗理奈、梶原雄太（キングコング）、赤井英和、天童よしみ、京本政樹、藤井隆、岡田圭右（ますだおかだ）、中村昌也、織田信成、板尾創路、中川家、今田耕司、小籔千豊、ケンドーコバヤシ、橋本さとし、亀田興毅、ココリコ、川原亜矢子、木南晴夏、大谷亮平、コカドケンタロウ（ロッチ）、濱家隆一（かまいたち）、福田麻貴（3時のヒロイン）、川田裕美、ファーストサマーウイカ、アンミカ、駒場孝（ミルクボーイ）、渋谷凪咲、井上裕介（NON STYLE）、きむ（ちょんまげラーメン）、松嶋尚美、松村沙友理、ゆうちゃみ、稲田美紀（紅しょうが）、田村保乃（櫻坂46）、山﨑天（櫻坂46）、盛山晋太郎（見取り図） |
| 近畿                                                                | 兵庫県                                                              | 南野陽子、陣内智則、石野真子、住田裕子、六角精児、平愛梨、姜暢雄、西野亮廣（キングコング）、大路恵美、濱田マリ、篠原信一、浅野ゆう子、朝比奈彩、ゆいP（おかずクラブ）、マギー、宇垣美里、貴島明日香、内海崇（ミルクボーイ）、田渕章裕（ちょんまげラーメン）、望月理恵、山之内すず、熊元プロレス（紅しょうが）、新納慎也、ナジャ・グランディーバ、藤原紀香、大西流星（なにわ男子）、尼神インター、バイク川崎バイク |
| 近畿                                                                | 奈良県                                                              | 三戸なつめ、ライセンス、笑い飯、加藤雅也、ゆりやんレトリィバァ、中岡創一（ロッチ）、八嶋智人 |
| 近畿                                                                | 和歌山県                                                            | 坂本冬美、岡本玲、デューク更家、東尾修、田中理恵 |
| 中国・四国                                                          | 鳥取県                                                              | 角盈男、イモトアヤコ、平林都、松本若菜、上田まりえ、永瀬匡、まひる（ガンバレルーヤ）、武尊 |
| 中国・四国                                                          | 島根県                                                              | 青山草太、江上敬子（ニッチェ）、田中美佐子、佐野史郎、山内健司（かまいたち） |
| 中国・四国                                                          | 岡山県                                                              | 次長課長、MEGUMI、水道橋博士（浅草キッド）、桜井日奈子、秋山寛貴（ハナコ）、中野周平（蛙亭）、ウエストランド、岩井志麻子、リリー（見取り図） |
| 中国・四国                                                          | 広島県                                                              | アンガールズ、東ちづる、島谷ひとみ、竹原慎二、河原さぶ、山本浩二、福井謙二、獣神サンダー・ライガー、槙野智章、森重真人、新井貴浩、緒方かな子、西村瑞樹（バイきんぐ）、金本知憲、栗原恵、原晋、寺本莉緒 |
| 中国・四国                                                          | 山口県                                                              | 西村知美、山本譲二、松村邦洋、前田吟、岡本信人、片桐竜次、長州力、山下真司、村重杏奈、松陰寺太勇（ぺこぱ）、やす子、河田陽菜（日向坂46）、下尾みう（AKB48） |
| 中国・四国                                                          | 徳島県                                                              | 板東英二、浜内千波、冨浦智嗣、里崎智也、大塚千弘 |
| 中国・四国                                                          | 香川県                                                              | 松本明子、高畑淳子、石倉三郎、川井郁子、要潤、中野美奈子 |
| 中国・四国                                                          | 愛媛県                                                              | 眞鍋かをり、友近、鴻上尚史、宮川俊二、藤岡弘、、村上ショージ、高岸宏行（ティモンディ）、秋川雅史 |
| 中国・四国                                                          | 高知県                                                              | 北村総一朗、島崎和歌子、岡本知高、三山ひろし、川村文乃、和田正人、豊ノ島 |
| 九州・沖縄                                                          | 福岡県                                                              | 武田鉄矢、陣内孝則、原口あきまさ、カンニング竹山、博多華丸・大吉、鈴木浩介、IKKO、佐々木健介、床嶋佳子、潮田玲子、バッドボーイズ、黒瀬純（パンクブーブー）、重盛さと美、東尾理子、四方堂亘、川原和久、浅香山親方（元・魁皇）、秋山竜次・馬場裕之（ロバート）、藤吉久美子、森口博子、篠田麻里子、牧瀬里穂、藤井尚之、鶴久政治、加藤一二三、小峠英二（バイきんぐ）、こがけん、生田衣梨奈、山内惠介、なかやまきんに君、KENZO（DA PUMP）、与田祐希、村川緋杏（CANDY TUNE） |
| 九州・沖縄                                                          | 佐賀県                                                              | 優木まおみ、本村健太郎、松尾れい子、白竜、どぶろっく、はなわ |
| 九州・沖縄                                                          | 長崎県                                                              | 蛭子能収、金子昇、岡本麗、若林豪、草野仁、下柳剛 |
| 九州・沖縄                                                          | 熊本県                                                              | スザンヌ、水前寺清子、宮崎美子、コロッケ、古閑美保、片岡安祐美、祥子、レイザーラモンRG、勝野洋、松野明美、上國料萌衣、ゆめっち（3時のヒロイン）、島津亜矢、竹財輝之助 |
| 九州・沖縄                                                          | 大分県                                                              | 錦野旦、石丸謙二郎、杉崎美香、宮﨑大輔、苅谷俊介、竹内力、渡辺典子、佐藤哲夫（パンクブーブー）、信子（ぱーてぃーちゃん） |
| 九州・沖縄                                                          | 宮崎県                                                              | 東国原英夫、青島あきな、蛯原友里、宮崎宣子、米良美一、永野、オカリナ（おかずクラブ）、黒木知宏、NOBU、松田丈志、イワクラ（蛙亭）、かみちぃ（ジェラードン） |
| 九州・沖縄                                                          | 鹿児島県                                                            | はしのえみ、国生さゆり、哀川翔、前園真聖、宮下純一、榎木孝明、サンシャイン池崎、柏木由紀、大園玲（櫻坂46）、川崎宗則 |
| 九州・沖縄                                                          | 沖縄県                                                              | ガレッジセール、MAX（メンバーのうち、1人〜2人出演）、具志堅用高、安座間美優、知念里奈、夏川りみ、ISSA（DA PUMP）、松田るか、知花くらら |

#### データ担当
- 大野晃佳（読売テレビアナウンサー、愛知県、2024年7月18日 - ）

#### ナレーター
- 真地勇志（神奈川県）- タイトルコール、コーナータイトル、「辞令は突然に…」および、番組予告のナレーション担当。2021年1月の休養以降タイトルコールのみの出演となっていたが、2023年3月30日の2時間SPより各コーナーのナレーションも再び担当している。
- 小林俊夫（東京都）- 「ヒミツのごちそう」「ヒミツの習慣」「ヒミツのOSAKA」を担当。店名を伝える時は必ず「さん」をつける。

### 過去の出演者
特に表記がない人物は、読売テレビアナウンサー。
司会
- みのもんた（総合司会者、東京都、2006年9月21日 - 2020年3月26日）[注 16]

データ担当
- 赤坂泰彦（タレント、東京都） - 特番時代
- 小林杏奈（東京都、2007年10月11日 - 2012年8月2日） - レギュラー放送より。この番組の収録のため隔週火曜日に上京していた。そのためキャスターを務めていた『かんさい情報ネットten.』（関西ローカル）は火曜日のみ出演しない場合が多かった。産休入りのため中谷に交代（産休明け後は他部署で仕事復帰）。
- 中谷しのぶ（兵庫県、2012年8月9日 - 2014年10月） - 小林同様、この番組の収録のため隔週火曜日に上京。キャスターを務める『かんさい情報ネットten.』は火曜日のみ出演しない場合が多かった。
- 増井渚（神奈川県、2014年11月 - 2016年3月） - 読売テレビ退社に伴い降板。
- 平松翔馬（大阪府、2016年4月7日 - 2020年3月26日）
- 佐藤佳奈（千葉県、2020年4月9日 - 2022年3月）
- 岩原大起（高知県、2022年4月14日 - 2024年7月11日） - 番組制作部署への異動に伴い降板。

ナレーション
- 奥畑幸典（徳島県、2021年2月 - 2023年3月23日） - 真地の休養に伴い、2021年2月より番組内のタイトルコール以外の真地の担当箇所を代演した。
- 小倉淳（フリーアナウンサー、神奈川県） -「世界ケンミン遺産」や「ケンミン用語の基礎知識」を担当していた。

## コーナー
※ （◎）が付与されたコーナーは「極」へリニューアル後も継続中のコーナー。また、（◆）が付与されたコーナーは「極」へリニューアル後に新規設定されたコーナー。
ヒミツのごちそう （◎）
特定の県や特定の地域だけ食べられているものを紹介する。郷土料理だけでなく、その地方独特の調理法や食材、隠し味なども紹介する。紹介後はスタジオの中央にテーブルを置き、料理の大試食会がある。一部出演者は、自分の席で試食または試食なしであった（2020年3月まで、2020年4月以降は一時休止後再開したが、スタジオ中央のテーブルはなくなり、全員が自分の席で試食する形に変更）。
ケンミンヒミツの粉もの
2012年後半以降、紹介する料理がお好み焼きなどの粉もののときはコーナー名がこのように変わる。
ヒミツの習慣 （◎）
特定の県だけの生活習慣を紹介する。厳密には県全体だけでなく一部の地域の慣習も含まれている。
ヒミツの学園 （◎）
特定の県の学校でのみ行われている行動などを紹介する。
ヒミツの島民 （◎）
日本の特定の島にだけ存在する習慣を紹介する。
ヒミツの伝説〜長老に聞け〜 （◎）
ある県の高齢者のみに残っている独自の文化について、地元で集まってもらって聞く。
ヒミツのOSAKA （◎）
他県民から最も変わっていると見られているという名目で大阪府民を取り上げ、他県にない特徴を紹介（内容によっては関西全域、西日本共通）する。そのため兵庫、京都、滋賀、奈良、和歌山が取り上げられることが他県より少ない。タイトルバックには中央に通天閣、4分割でくいだおれ太郎・かに道楽の看板・づぼらやの看板とたこ焼きが表示され、BGMには『阪神タイガースの歌』（通称：六甲颪）のイントロの最後の部分が流れていたが、阪神タイガースはあくまでも「兵庫県」のチームである（1960年までは大阪タイガースと名乗っていた）。現在は、このコーナーで取り上げられた「大阪にはいっぱいあるんやでぇ〜の歌」が流れている。また、虎の鳴き声がBGMと同時に流れる。
2008年1月31日から2月21日までは「大阪府民と正しく付き合う方法」というタイトルになり、大阪府民の習性に対応するために他県民はどう行動すべきかという内容になった。
改編期などのスペシャル時にはコーナータイトルに「デラックス」がつく。
ヒミツのKYOTO （◎）
2018年から始まったコーナーで、秘密のOSAKAと同様、京都府民（主に京都市民）だけの特徴を取り上げる。
ケンミン人生相談〜フミンに聞け!!〜
番組サイトに寄せられた他県民からの悩み相談に、大阪府民が街頭で答える。
東京どないやねん!!
東京に住む大阪府民が、東京では常識になっている習慣（お好み焼きの切り方やエスカレーターのマナー等）に理解できないと異を唱える。タイトルの後に年号が付く。
ヒミツのヒットソング （◎）
ヒミツの習慣、ヒミツの学園、ヒミツの合い言葉などの音楽に関するネタをひとまとめにしたもの。特定の県民だけが知っている歌を紹介する。県歌や伝承歌のほか、地方CMのCMソングであることが多い。
ケンミン用語の基礎知識 （◎）
ある行為で使う言葉が、県によって言い回しが大きく異なるもの（要は日本語の方言）を紹介する。このコーナーでは黒板の右側に放送日（木曜日）と日直表「のりお・まさみ」が表記されている。2020年4月以降は「ゆうじ・まさみ」に変わっている。
ケンミンの見抜き方
志水正義（熊本県）扮するバー、「Urban Bar 東京人」のマスターが、わかりやすい方言やなまりではなく、特定の県民だけがある単語を特殊な場面で使ったりアクセントが違ったりすることで、その県出身だと見抜かれるような例を紹介する。
ケンミン擬音祭
ケンミン用語の基礎知識と同じだが、繰り返し言葉の擬音に絞って方言を紹介する。
どっちがエラい!?隣県バトル!! Ken-1 GRAND PRIX
隣り合った県のゲストが、ふるさと自慢で互いの主張をぶつけ合う。世界ケンミン遺産同様、ゲストが（県の優劣ではなくプレゼンテーションの優劣について）判定を下す。
ケンミンの仕送り〜愛情段ボール〜
県のゲストに親から送られた荷物の中身から、県独特の商品などを見ていく。
ケンミンの1年生
各県の小学1年生がマイクの前でしゃべる。「小学一年生」のCMのパロディ。青森県「んだんだの1年生」、大阪府「こてこての1年生」、沖縄県「メンソーレの1年生」などが登場した。
ヒミツの居酒屋〜ケンミンの主張〜
ある県の居酒屋に行って地元の人たちの会話を取材し、県に対する思いを聞く。
ケンミンの主張
ゲストがスタジオで、自分の出身県について他県から間違ったイメージで見られていることを否定する。
ケンミンブランド〜私はコレで育ちました〜（◎）
各県のゲストが百貨店など、その県でだけ非常に有名なブランドを一斉に発表する。内容によって「私はここで待ち合わせしていました」などサブタイトルが変わる。テーマが食べ物の場合は、出演者同士で持ち寄ったものを交換する。
ケンミン凄技伝説（◎）
特定の県に伝わる食などの文化により、その県民だけ多くの人ができる特殊技能を紹介する。サブタイトルは「GOLDFINGER'○○」。
日本全国美人ママ ケンミンの名は
- 2009年初めまで、毎週最後のコーナーとして放送されていた。その後は放送していない。コーナータイトルはラジオドラマ『君の名は』のパロディ。スタジオ中央にバーのセットが設置され、まずはその歓楽街の紹介VTRが流れ、冒頭でみのがスナック・バーで酒を飲むにあたってのうんちくを述べる。
- 取材地は基本的に県庁所在地で一番の歓楽街であるが、県庁所在地ではない、北海道小樽市・秋田県大館市・青森県八戸市・新潟県長岡市・大分県別府市・沖縄県名護市・三重県伊勢市が取材地となったこともある。「○○県一の美人ママ」がいるバーにカメラが入り、ママが登場する。
- ママが簡単な紹介をした後、その土地の方言でみのに話しかけながら、バーに来た客を接客するようにお通しを出す。その後、ママは、知らない人が聞けば意味深な方言でみのに話しかける。みのはそれを復唱する。
- みののボトルをキープしたり、ボトルタグを作成したりして、みのを誘惑する。当初はママ1人だけだったが、チーママを呼びいれ2人で誘惑するパターンもあった。

教えて!ケンミン先生!!
ある地方の名物料理の「正しい食べ方」を地元のケンミンが教える。番組ディレクターは学生服を着て料理を食べるが、違っていると地元のケンミンからダメ出しされる。
ヒミツのごちそうROOKIES
ヒミツのごちそうのうち、はやり始めたのが近年で、これから定番になりそうなものを紹介する。
ケンミンシーラカンス
かつて全国的に知られていたが今は存在しないものが、特定の県にのみ残っているというのを紹介する。
ヒミツのおでかけ （◎）
遊園地や大型ショッピングセンターなどのメジャーな施設ではなく、その県でだけ有名な店などの変わったレジャースポットを紹介する。
ヒミツの行列 （◎）
ある地域にある、深夜に不自然に行列ができている店を紹介する。
ケンミン秘密のストリート
ある地域の道沿いに、地元特産の特定の店が集中していることを紹介する。
ケンミンQ&A なんでそうするの?
ゲスト同士が、相手の県の習慣や県民性について直接質問し合う。
へぇ〜!そうだったのか!?県民熱愛グルメ （◎）
知られていない料理ではなく、各県を代表する名物料理について、他ケンミンと異なる食べ方や、いかにケンミンがそれを愛しているかを再発見する。
秘密のケンミンPremium
ある県の有名な食べ物の商品に、素材を豪華にして値段の高いプレミアムバージョンがあることを紹介する。
県民激レアグルメ 買えて良かった〜
販売数が少なくなかなか手に入らない食べ物で、ケンミンがもらうと大喜びするようなものを紹介する。
ヒミツの名産地 （◎）
他県では高級なものが、産地では他人からもらうなどして売るほど手に入ることを紹介する。
ケンミンボーダーライン（◎）
2010年7月15日から登場。主に東日本と西日本で分かれる文化の違い（初回では「おにぎりを巻く海苔は『焼き海苔』か『味付け海苔』か」、2回目では「カレーに入れる肉は『豚肉』か『牛肉』か」）の境界線を探っていく。ABC制作『探偵!ナイトスクープ』の企画「アホ・バカ分布図」と趣旨が似ている。
世界ケンミン遺産 （◎）
初期に放送されていたコーナー。日本全国にある変わった建造物・珍地名などを取り上げ、それをケンミン遺産（THE世界遺産のパロディ）として登録するかゲストが判定する。持ち点は1人2点で、合計25点以上なら登録される（2007年11月29日放送分の特番では30点）。採用されるとTシャツがもらえる。「めでたい」と縁起を担ぐ意味で、採用のときはセットの鯛が持ち上がる。当番組と同じハウフルスが制作しNHKで放送されていた『発見ふるさとの宝』とまったく同じ趣旨であり、実際に同じネタも取り上げられていた。
「極」へリニューアル後、近藤サトのナレーションで過去に取り上げた映像を紹介するコーナーとして復活した。
東京ケンミンニュース
ある地方でだけ知られている食べ物などが、首都圏でも販売されるようになったことを「ニュース番組形式」で紹介し、東京に住む出身者が喜ぶ様子を伝える。このコーナーは『ニュースJAPAN』（フジテレビ）のパロディになっており、久本は「久本クリステル」という名前で出演する。
他のコーナーでは県名が出るとゲストが「秘密なんかない」と言うのに対し、このコーナーでは「えっ、何?」と驚いてみせる。「ヒミツのごちそう」同様、試食コーナーが設けられることが多い。
ローカルビジネスサテライト
世界不況の中、ある地方でだけ大流行しているものを取り上げる。大流行しているものは食べ物が多く試食コーナーがあることが多い。名前の由来は『ワールドビジネスサテライト』（テレビ東京系列）から。みのは「リーマン・M・ミノリカワ」という名前で出演し、ニュースキャスターらしい淡々とした語り口で、みのとキャラクターを区別している。なお、『ローカルビジネスサテライト』の名称は、テレビ東京を除くTXN5局（テレビ北海道・テレビ愛知・テレビ大阪・テレビせとうち・TVQ九州放送）と日本経済新聞社が2021年10月から共同で展開するプロジェクトの名称に使用している。
明日からあなたもバイリンガル!? ○○県ケンミン語講座（◎）
過去に番組で取材した、まったく聞き取れない方言について、そのケンミンに例文をもとに教えてもらう。黒板の右側には放送日（木曜日）と日直『のりお・まさみ』と書かれている。2020年4月以降の日直は『ゆうじ・まさみ』となっている。
ケンミンあれからどうなった!? （◎）
当初はスペシャルのみ放送される「あの秘密のごちそうは今」というコーナーだった。番組で取り上げた食べ物について、放送後どれだけ反響があったかということと、それに伴う生産者の苦労を、『プロジェクトX〜挑戦者たち〜』（NHK）風のドキュメンタリーで紹介する。2013年1月3日の放送では熊本市のパン屋と群馬県太田市のナス蒲焼屋のその後も放送された。後に「ヒミツの習慣」についてもその後を紹介するようになった。
日本列島なぜここに!?大阪府民
『世界の村で発見!こんなところに日本人』（ABC）など海外で暮らす日本人を取り上げる番組のパロディで、故郷から遠く離れたところで暮らす大阪府民を取り上げ、その人生を振り返る。
○○美人の謎に迫る!?
2016年から番組最後のコーナーとして放送されることが多い。秋田や福岡など、美人が多いといわれる特定の県に行き、街頭で美人を探してインタビューするとともに、その県に美人が多い理由を専門家に取材する。その後、イケメンを探すバージョンも登場した。
ケンミン伝説 ウソ?ホント?（◎）
過去にスタジオ出演したゲストが発言したことが事実かどうか現地で検証する。
ケンミン共生シリーズ（◎）
群馬県のからっ風、鹿児島県の火山灰、兵庫県（神戸）の坂、東北地方の雪など、他県にない自然条件の厳しさや、青森県の銭湯や佐賀県の焼き物といった独自の文化とともに生きるケンミンの実態を紹介する。
東京であの味が食べられる?! オラたちの郷愁グルメ （◆）
「極」になってから新型コロナウイルスで地方ロケができなくなったことにより始まったコーナー。地方でしか味わえない料理が東京で食べられる店を、その県の出身タレントが訪ねる。
立ち上がれ 秘密のケンミン大使 （◆）
新型コロナウイルスで地方ロケができなくなったことにより始まったコーナー。県の観光大使に任命されているタレントが、東京にあるアンテナショップを訪ね、その県の製品のベスト5を発表する。
ケンミン刑事（デカ）見抜き事件簿 （◆）
2021年から始まった、「ケンミンの見抜き方」と同趣旨のドラマコーナー。高杉亘（東京都）演じる神宮寺刑事が、取り調べで絶対に出身県だけは言わない容疑者があるものに対してその県だけの特定の言い方をすることからプロファイリングする。
KENMIN小さな秘密 （◎）
当番組が取り上げなければ見逃されるような、ささやかな県特有の秘密を発掘する。
ケンミン翻訳不能ワード（◎）
方言の単語で、共通語ではニュアンスを一言で説明できないようなものを紹介する。
道の駅調査隊 パンのお供を探せ!!（◆）
全国の道の駅を取材し、そこだけで売っている、パンに塗る食べ物を紹介する。
ケンミン世界紀行シリーズ（◆）
外国の都市にたとえて「日本の○○」と呼ばれる場所を取材する。
ケンミン秘密のだんご 極 （◆）
2022年から始まったコーナーで、46道府県の変わり種だんごを紹介する。
ケンミン技術めし 極（◆）
2023年から始まったコーナー。ロケで多くの飲食店を訪ねる各地の技術スタッフが薦める店を紹介する。
パイセン!令和もソンケーしてますッ! ケンミンヒーローズ（◆）
全国では知られていないがある地域でだけ非常に評価の高い偉人を紹介する。
不自然を狙い撃て!! ケンミン狙撃手（スナイパー）（◆）
映像の中から、ある県にだけしかない特徴のある部分を当てるクイズ。
ヒミツのおつまみ 極（◆）
2024年から始まったコーナーで、46道府県の変わり種おつまみを紹介する。
よっ!日本一! KENMIN TOP OF THE TOP（◆）
2024年から始まったコーナーで、県別の統計で日本一である事物について取材する。
ケンミン【新】お国なまり ヒミツの流行語 極（◆）
2025年4月から始まったコーナーで、46道府県の若者たちの間で流行している新世代のお国なまりを探索する。

### スペシャル放送時
もんたのめくるめくヒミツの日本一
国の統計をもとに、いろいろな商品・サービスの消費量が最も多い県（県庁所在地）または、ある製品の生産量のシェアが最も高い県を発表する。みのが『午後は○○おもいッきりテレビ』や『みのもんたの朝ズバッ!』で見せる、フリップボードの紙をめくるという手法を使う。
2010年10月のスペシャルでは「もんたの倹約ケンミングランプリ」、2010年12月のスペシャルでは「もんたのケンミン健康診断」となり、それぞれテーマにちなんだ統計のみを集めた。
東京初めて物語〜ケンミンのつぶやき〜
県民が東京に出てきて驚くことを、Twitter的なつぶやきの形で表現する。
地方ケンミン首脳会議
ある地方の県のゲストが全員集まり、その地方に対するイメージの真偽を討論する。
九州などの地理上の地方だけでなく、海無し県や、雪国というくくりで行われたこともある。
ケンミンスターの集まる店
ある県出身の有名人が、その県の郷土料理を食べられる居酒屋に集まり、故郷のことについて話す。「ケンミンの居酒屋」と同様。
おもろいケンミン夫婦 正月に気付いちゃいました
2009年1月1日のスペシャルで放送。結婚して初めて気づいた相手の地域との習慣の違いをゲストが語る。
北関東三県イメージアップ大作戦
2009年10月1日のスペシャルで放送。日経リサーチの地域ブランド力調査でワースト3を独占してしまった茨城・栃木・群馬の北関東3県のケンミンスターが失地回復を行う企画。
「ケンミンスターの集まる店」の3県合同版のような内容だった。
なまりフォーラム2009
2009年11月26日のスペシャルで放送。7県（青森県・山形県・福島県・栃木県・茨城県・宮崎県・鹿児島県）を代表するケンミンスターがなまりの危機を知る企画。1つ目は東京に来て通じなかったことをカミングアウト。2つ目は標準語に置き換えられないことをカミングアウト。3つ目は誤解されるなまりをカミングアウト。
サミットシリーズ
初回は2010年1月に「大関東サミット〜埼玉の明日を考える〜」と銘打って埼玉は南関東か北関東かをめぐって北関東3県（茨城・群馬・栃木）、南関東2県（千葉・神奈川）、そして埼玉出身のケンミンスターたちによる論戦の模様が放送された。結果、北関東へ行けば断トツになれるが、南関東に行けば千葉と切磋琢磨していつか神奈川をつぶせるかも、ということになった。「ケンミンスターの集まる店」の6県合同版のような内容だった。このVTRを見た奈良出身のライセンスが「奈良も埼玉と同じ」と共感し、当時平城遷都1300年祭でフィーチャーされていた奈良と周りを囲む2府3県（大阪・京都・兵庫・和歌山・滋賀）のケンミンスターたちが集まって「大関西サミット〜奈良の明日を考える〜」が放送された。また、うまい酒が産地の酒豪が集まって飲み交わす「酒豪サミット」やうどん産地が集まって食べくらべする「うどんサミット」、各地を代表する祭りが集まる「祭サミット」「東北サミット」などのスピンオフも放送された。
日本全国 生味噌おにぎりアリナシMAP!
2022年10月20日の放送15周年スペシャルで放送。先述の「ケンミンボーダーライン」の延長線上にある企画だが、生の味噌をおにぎりの表面に塗っただけの「生味噌おにぎり」について、全国4000人にアンケートを実施。47都道府県の中で「生味噌おにぎりアリ派」と「生味噌おにぎりナシ派」を徹底検証。全国4000人のアンケートのみならず、ゲストのケンミンスターたちによる意見の肯否が繰り広げられた。

## 東 京一郎
連続テレビドラマ 県の中心で愛を叫ぶ
- 「世界の中心で、愛をさけぶ」のパロディ。
- 放送期間：2007年10月11日  - 2009年1月22日[8]
- 東京の女性を愛せない東京出身の主人公東 京一郎（あずま きょういちろう）（演:水沢駿（大阪府））が、府県庁所在地の玄関口となるJRの駅や空港に降り立ち、府県庁所在地で一番の中心部の繁華街あるいは郊外の大型ショッピングモールで、その県出身の女性（地元モデル事務所所属の女性など）とお互い一目惚れで恋に落ちる。当初は、目が合って一目惚れしたが、後に、不意にぶつかった拍子にヒロインの抱えた紙袋から落ちたその県の名産品を京一郎が拾い上げて渡す時に恋に落ちるところから始まった。以降のヒロインの台詞はすべてその土地の方言である。
- 府県庁所在地の都市圏を舞台に、著名なデートスポットに行きその府県で特徴的な軽食を食べ、夕食には特産品を食べる。特徴を紹介するときは「京一郎は知らなかった」で始まるナレーションが入る。その後、府県庁所在地の都市圏において著名な夜景スポットに行き、クライマックスとなる。
- その府県出身の歌手または、その府県出身者がいるバンド・ユニット（そのメンバーの1人があげられることもある）の曲をBGMに夜景を2人で眺める。ヒロインの「この夜景を2人で見たかった」等の言葉をきっかけに、京一郎の妄想場面となり、ヒロインが方言で「あなたのことが好きになったの。お願い京一郎さん、○○に残って（またはキスして）」と言う。京一郎が現実に戻り、「○○、好きだ!」とヒロインに強引にキスや抱擁を迫り悲鳴をあげたヒロインは、京一郎に平手打ちをして（しないこともある）、方言で「このダメ男! ○○の女はそんなに軽くないのよ! 早く東京にお帰り!」と罵声を浴びせる。このときには、標準語の字幕スーパーが入る。
- 京一郎がフラれて、「○○県の恋は○○のような恋だった」とナレーションが入り終わる。
- 例外として、2008年7月3日に放送分の茨城県では茨城県出身の森三中の黒沢かずこが京一郎にしつこくアプローチした挙句逃げられる逆バージョンが放送された。また、2008年9月25日分の福岡県では福岡県出身のKABA.ちゃんが京一郎と女性の恋路を邪魔するバージョンが放送された。この回では、京一郎からKABA.ちゃんに告白する妄想が流れた。
- 当コーナーは2009年1月22日に放送された大阪府をもって終了。最後もフラれたが、京一郎が主人公である続編「連続転勤ドラマ 辞令は突然に…」が制作されている。
- 舞台とならなかった都道県は、北海道・埼玉県・東京都・福井県の4つ。
- 2回舞台となった県は茨城県と広島県の2県。茨城県は2回とも県庁所在地が舞台となったが、広島県は1回目が県庁所在地、2回目は尾道都市圏が舞台となった。
- 府県庁所在地以外の都市圏が舞台となったのは、福島県で郡山都市圏、群馬県で高崎都市圏、長野県で松本都市圏である。岡山県の回では、岡山都市圏を舞台としていたが主要舞台は倉敷市であった。また、山口県の回では県庁所在地の山口市で出会ってすぐに下関市に移動し、以降の主要舞台は下関都市圏だった。
- このコーナーで紹介されたデートコースを実際に移動すると長時間のロスが生じる場合がある。奈良県を例にすると、奈良市の奈良公園で出会って、大和高田市に移動し、その後、奈良市に戻るコースだったが、奈良市から大和高田市までは近鉄で約40分かかり往復で1時間以上の移動ロスが生じる。

一覧
| 内容        | 放送回 | 放送日         | 舞台                                        | 下車駅     | 出会い （落した名産品）                                    | ロケ先 | 夜景スポット （BGM）                                                              | ヒロイン   | 備考 |
| ----------- | ------ | -------------- | ------------------------------------------- | ---------- | ---------------------------------------------------------- | --- | --------------------------------------------------------------------------------- | ---------- | ---- |
| 愛媛県      | 1      | 2007年10月11日 | 松山市 今治市                               |            | ラフォーレ原宿・松山                                       | 坊っちゃん列車 坊っちゃん接骨院 ドコモショップ坊っちゃん店 五味鳥 | 来島海峡展望館                                                                    | 丹下真奈   |      |
| 山形県      | 2      | 2007年10月18日 | 山形市 上山市                               |            |                                                            | 馬見ヶ崎河川敷（双月橋付近） リナワールド | 西蔵王公園展望台                                                                  |            |      |
| 茨城県（1） | 3      | 2007年10月25日 | 水戸市 日立市                               | 水戸駅     |                                                            | 水戸黄門像 ジョイフル本田 メヒコ | 日立市かみね公園                                                                  |            |      |
| 新潟県      | 4      | 2007年11月1日  | 新潟市                                      | 新潟駅     |                                                            | 万代シテイ みかづき万代店 NEXT21 ラフォーレ原宿・新潟 ふるまちモール ドカベン山田太郎の銅像 越後屋 | 朱鷺メッセ                                                                        | 田中千晶   |      |
| 鹿児島県    | 5      | 2007年11月8日  | 鹿児島市 指宿市                             |            |                                                            | 指宿市営唐船峡そうめん流し アミュプラザ鹿児島 | 城山展望台                                                                        | 清夏       |      |
| 鳥取県      | 6      | 2007年11月15日 | 鳥取市                                      |            |                                                            | イオンモール鳥取北 鳥取砂丘 café木の香り |                                                                                   | 奈羅尾玲子 |      |
| 青森県      | 7      | 2007年11月29日 | 青森市 黒石市                               |            |                                                            | お食事処妙光 アウガ 日本料理店「田舎」 | 青森ベイブリッジ                                                                  |            |      |
| 熊本県      | 8      | 2007年12月6日  | 熊本市                                      |            |                                                            | 熊本PARCO タピキングオークス通り店 馬肉郷土料理「けんぞう」 | 花岡山公園                                                                        | 鳥飼ゆかり |      |
| 秋田県      | 9      | 2007年12月13日 | 秋田市                                      |            |                                                            | 秋田拠点センターアルヴェ 秋田市大森山動物園 秋田川反漁屋酒場 | セリオン                                                                          | 椎名恵     |      |
| 和歌山県    | 10     | 2008年1月17日  | 和歌山市                                    |            |                                                            | 和歌山城 オークワ 中華そばまる豊 | 紀ノ川サービスエリア                                                              | 前川美奈   |      |
| 広島県（1） | 11     | 2008年1月24日  | 広島市                                      | 広島駅     | 紙屋町・八丁堀                                             | 広島市民球場 メロンパン本店 お好み焼きロペズ | 比治山展望台                                                                      | 赤草典子   |      |
| 岐阜県      | 12     | 2008年1月31日  | 岐阜市 本巣市 各務原市                      |            | モレラ岐阜 （なし）                                        | 茶房大介 長良川 オアシスパーク 長良川 ベトコンラーメン香楽 | 金華山ドライブウェイ展望台 （野口五郎『青いリンゴ』）                             | 川本里香   |      |
| 島根県      | 13     | 2008年2月7日   | 松江市                                      |            |                                                            | みしま田和山店 月ケ瀬京店本店 宍道湖うさぎ | 岸公園                                                                            |            |      |
| 岩手県      | 14     | 2008年2月14日  | 盛岡市                                      | 盛岡駅     |                                                            | 映画館通り 福田パン HoTJaJa | 岩山展望台                                                                        |            |      |
| 富山県      | 15     | 2008年2月21日  | 富山市 氷見市                               |            |                                                            | フェリオ 西町大喜 富山ライトレール 富岩運河環水公園 氷見きときと寿し氷見本店 | 呉羽山公園展望台                                                                  |            |      |
| 高知県      | 16     | 2008年2月28日  | 高知市 南国市 香南市                        | 高知駅     |                                                            | 帯屋町商店街 ひろめ市場 いちとにぶんのいち本店 龍馬歴史館 | 五台山展望台                                                                      | 小原美和   |      |
| 山口県      | 17     | 2008年3月6日   | 山口市 下関市                               |            |                                                            | 山口サビエル記念聖堂 カモンワーフ恋人灯台 デルフィーノ 下関市立しものせき水族館海響館 | 海峡ゆめタワー                                                                    |            |      |
| 三重県      | 18     | 2008年3月13日  | 津市 松阪市 四日市市                        |            |                                                            | 千寿 とらや本家 井村屋 おやつカンパニー ナガシマスパーランド 一升びん宮町店 | 垂坂公園                                                                          |            |      |
| 佐賀県      | 19     | 2008年3月20日  | 佐賀市 神埼郡吉野ヶ里町                     | 佐賀駅     | ゆめタウン佐賀 （なし）                                    | どんどんどんの森 カフェレストランアピ 筑後川昇開橋 居酒屋かっぱ亭 | トム・ソーヤの森 （クリスタルキング（Vo.田中雅之：佐賀県出身）『大都会』）        | 小野原梨沙 |      |
| 奈良県      | 20     | 2008年5月15日  | 奈良市 大和郡山市                           |            | 奈良公園                                                   | まほろば大仏プリン本舗 びっくりうどん三好野 奈良ラーメンあおによし かめや ならファミリー はじめラーメン                                                                                                   | 若草山展望台                                                                      | 実はる那   |      |
| 沖縄県      | 21     | 2008年5月22日  | 那覇市 中頭郡北谷町 島尻郡南風原町 豊見城市 | 那覇空港   |                                                            | 美浜タウンリゾート・アメリカンビレッジ てんぷら坂 スポーツワールドサザンヒル 軽食の店ルビー | 瀬長島                                                                            |            |      |
| 宮崎県      | 22     | 2008年5月29日  | 宮崎市 日南市                               |            | 宮崎県庁                                                   | 辛麺屋 日南海岸 日南フェニックスロード 都井岬 サンメッセ日南 ショットバーエイトボール | 平和台公園                                                                        | 河野由利子 |      |
| 香川県      | 23     | 2008年6月5日   | 高松市 綾歌郡宇多津町                       | 高松駅     | （讃岐うどん）                                             | 皇子神社 庵治文化館 王の下沖防波堤 松下製麺所 ゴールドタワー ふみやお好み焼 | 獅子の霊巌展望台                                                                  | 真鍋幸江   |      |
| 石川県      | 24     | 2008年6月12日  | 金沢市 野々市市                             |            | 金沢城址公園 （加賀太きゅうり、金時草）                    | 兼六園 長町武家屋敷跡 ひがし茶屋街 カレーのチャンピオン野々市本店 千里浜なぎさドライブウェイ FCファミリー寿司割烹まる金沢ベイ店                                                                           | 卯辰山望湖台                                                                      | 香緒里     |      |
| 滋賀県      | 25     | 2008年6月19日  | 大津市                                      | 大津駅     | 大津駅前 （サラダパン）                                    | 滋賀県庁前 大津港 滋賀県立琵琶湖博物館 にほのうみ びわこ競艇 びわ湖花噴水 焼肉麗門 | 比叡山ドライブウェイ夢見が丘展望台                                                | 森崎彩     |      |
| 静岡県      | 26     | 2008年6月26日  | 静岡市                                      | 静岡駅     |                                                            | SHIZUOKA109（当時） 静岡PARCO 丸井静岡店 天神屋 日本平動物園 炭焼きレストランさわやか | 梶原山公園展望台                                                                  | 池田麻奈美 |      |
| 長野県      | 27     | 2008年7月3日   | 松本市                                      | 松本駅     |                                                            | 松本PARCO アルプス公園 アルプスドリームコースター 豊年屋 | 城山公園展望台                                                                    | 佐久間千鶴 |      |
| 茨城県（2） | 28     | 2008年7月10日  | 水戸市                                      |            |                                                            | ホテルクリスタルパレス 国営ひたち海浜公園 松五郎 | 茨城県庁                                                                          | 黒沢かずこ |      |
| 栃木県      | 29     | 2008年7月17日  | 宇都宮市                                    | 宇都宮駅   | FKDショッピングモール宇都宮インターパーク店 （とちおとめ） | 石焼らーめん火山 八幡山公園 宇都宮タワー 宇都宮みんみん | 栃木県庁                                                                          | 入江由実   |      |
| 京都府      | 30     | 2008年7月24日  | 京都市                                      | 京都駅     |                                                            | 祇園白川 餃子の王将 京都国際マンガミュージアム 鴨川 ホルモン千葉 | 将軍塚                                                                            |            |      |
| 群馬県      | 31     | 2008年7月31日  | 高崎市 吾妻郡高山村                         | 高崎駅     |                                                            | 高崎白衣大観音 高崎高島屋 大理石村ロックハート城 シャンゴ問屋町本店 | 観音山                                                                            |            |      |
| 宮城県      | 32     | 2008年8月7日   | 仙台市                                      | 仙台駅     | 仙台フォーラス                                             | 伊達政宗騎馬像 甘味処彦いち 八木山ベニーランド 炭火海鮮おぉちゃん | 青葉城址                                                                          | 櫻井あみ   |      |
| 神奈川県    | 33     | 2008年8月14日  | 横浜市                                      | 横浜駅     |                                                            | みなとみらい21 崎陽軒本店 シーバス 赤レンガ倉庫 山下公園 野毛の街 三陽 | 大さん橋                                                                          |            |      |
| 山梨県      | 34     | 2008年8月28日  | 甲府市 富士吉田市 山梨市                    | 甲府駅     | セレオ甲府                                                 | 武田信玄公像 甲州ほうとう小作 ハイランドリゾートホテル トップ・オブ・ジパング 笛吹川フルーツ公園 秀楽 オギノ昭和店                                                                                        | 舞鶴城公園                                                                        |            |      |
| 広島県（2） | 35     | 2008年9月4日   | 尾道市                                      | 尾道駅     | 御袖天満宮                                                 | めん処みやち お好み焼のぐち | 不動明王岩展望台                                                                  | 土手綾乃   |      |
| 兵庫県      | 36     | 2008年9月11日  | 神戸市                                      |            | umie MOSAIC                                                | 北野 クスム本場家庭料理 生田神社 旧居留地 広東料理処お好み焼き千代 | 摩耶山掬星台 （花*花『あ～よかった』）                                            | 村田玲奈   |      |
| 福岡県      | 37     | 2008年9月25日  | 福岡市                                      |            | キャナルシティ博多 （明太子）                              | 天神 牧のうどん空港店 マリノアシティ 福岡空港 長浜ラーメン若大将 | 福岡タワー                                                                        | 白石真理   |      |
| 愛知県      | 38     | 2008年10月16日 | 名古屋市 刈谷市                             | 名古屋駅   | ナナちゃん人形 （ういろう）                                | お好み焼きつねかわ サンシャインSAKAE 刈谷ハイウェイオアシス 美容院TAYA ランドビアサーカス | ミッドランドスクエアスカイプロムナード （スキマスイッチ『ガラナ』）               | 永倉あみ   |      |
| 長崎県      | 39     | 2008年10月23日 | 長崎市                                      | 長崎駅     |                                                            | 眼鏡橋 雅叙 グラバースカイロード てんじんくん デイリーヤマザキ平野町店 うまかもん亭 ニッキーアースティン                                                                                                  | 稲佐山展望台                                                                      |            |      |
| 千葉県      | 40     | 2008年10月30日 | 千葉市 富津市 船橋市 市原市                 | 京成千葉駅 | 京成千葉駅前 （ラッカセイ）                                | 千葉都市モノレール 富津岬 梅の家 都一 ららぽーとTOKYO-BAY サイゼリヤ ホルモン焼き玉屋 | 美浜大橋                                                                          | 富永沙織   |      |
| 福島県      | 41     | 2008年11月6日  | 郡山市 会津若松市 田村郡小野町              | 郡山駅     | 郡山駅前 （喜多方ラーメン）                                | うすい百貨店 ドン・キホーテ郡山駅東店 タワーレコード郡山店 ヨドバシカメラ郡山駅前店 猪苗代湖 大友パン店 郡山北工業高校 ヨークベニマル横塚店 リカちゃんキャッスル 街の中華屋さん明華苑 トミーフード 一風亭 | 郡山ビッグアイ                                                                    | 板橋瞳     |      |
| 大分県      | 42     | 2008年11月13日 | 大分市 別府市                               | 大分駅     | トキハ本店 （かぼす）                                      | 大友宗麟公の銅像 別府地獄めぐり 徳丸ラーメン ローソン大分中央町店 別府ワンダーラクテンチ キッチンいこい                                                                                                   | 十文字原展望台                                                                    | 篠田沙織   |      |
| 岡山県      | 43     | 2008年11月20日 | 倉敷市 岡山市                               | 倉敷駅     | 倉敷チボリ公園                                             | ぶっかけ亭本舗ふるいち 懐古的洋食えびめしや ハピーズ 鷲羽山ハイランド 桃太郎大通り 広松中華そば専門店東古松店                                                                                             | 鷲羽山スカイライン水島展望台 （B'z（岡山県出身:稲葉浩志）『今夜月の見える丘に』） | 黒田としえ |      |
| 徳島県      | 44     | 2008年12月4日  | 徳島市 三好市                               | 徳島駅     |                                                            | ケンチョピア カフェドリュバン キョーエイ沖浜店 祖谷渓 かずら橋 祖谷ふれあい公園 ラーメン東大大道本店 | 眉山                                                                              | 鉄谷美佳   |      |
| 大阪府      | 45     | 2009年1月22日  | 大阪市                                      |            | 戎橋                                                       | 鶴橋 豊山なみえの店 お好み焼きさとみ 新世界 だるま 京橋 京橋グランシャトービル 京阪中之島線 京橋花月 居酒屋とよ                                                                                           | 梅田スカイビル                                                                    | 斉藤雪乃   |      |

辞令は突然に…
- 「県の中心で愛を叫ぶ」の続編。「ラブ・ストーリーは突然に」のパロディ。
- ファーストシーズンは全国を旅し失恋を重ね東京に戻ってきた京一郎が、幼馴染の数寄屋橋（すきやばし）はるみ（演：黛英里佳（埼玉県））と再会し結婚。東京に新居を構えるも、突然の辞令で全国各地を行ったり来たりしながら転勤するストーリー。
- セカンドシーズンは専業主婦のはるみが結婚前にしていたアナウンサーに復帰するも、京一郎の転勤に合わせて全国各地の日本テレビ系列（日本テレビ系列のない県は、この番組を放送している放送局[注 20]）の地方局の女子アナウンサーとして全国を渡り歩くストーリー。
- サードシーズンは、京一郎が転勤先の大阪で副部長に昇進し、はるみもアナウンサーからフリーライターとしてタウン誌のライターに転職すると宣言する。だが、同時に京一郎もマーケティング部に異動となって再び転勤生活がスタートすることとなる。

推し活女子のケンミン旅
- 2025年5月8日から動画配信サービス「TVer」のオリジナル番組として、配信開始された。
- 京一郎の姪である大江戸あおいが失恋の傷を癒す目的で全国各地を旅行する。また、旅行先のサウナも併せて紹介する。
- 主演の大江戸あおいは工藤美桜が演じている。また、京一郎役の水沢とはるみ役の黛も続投している。

## ネット局・ネット配信

### 日本国内
ネット局
| 放送対象地域   | 放送局                    | 系列                                         | 放送日時           | ネット状況 | 備考                |
| -------------- | ------------------------- | -------------------------------------------- | ------------------ | ---------- | ------------------- |
| 近畿広域圏     | 読売テレビ（ytv）         | 日本テレビ系列                               | 木曜 21:00 - 21:54 | 制作局     | 制作局              |
| 北海道         | 札幌テレビ（STV）         | 日本テレビ系列                               | 木曜 21:00 - 21:54 | 同時ネット |                     |
| 青森県         | 青森放送（RAB）           | 日本テレビ系列                               | 木曜 21:00 - 21:54 | 同時ネット |                     |
| 岩手県         | テレビ岩手（TVI）         | 日本テレビ系列                               | 木曜 21:00 - 21:54 | 同時ネット |                     |
| 宮城県         | ミヤギテレビ（MMT）       | 日本テレビ系列                               | 木曜 21:00 - 21:54 | 同時ネット |                     |
| 秋田県         | 秋田放送（ABS）           | 日本テレビ系列                               | 木曜 21:00 - 21:54 | 同時ネット |                     |
| 山形県         | 山形放送（YBC）           | 日本テレビ系列                               | 木曜 21:00 - 21:54 | 同時ネット |                     |
| 福島県         | 福島中央テレビ（FCT）     | 日本テレビ系列                               | 木曜 21:00 - 21:54 | 同時ネット |                     |
| 関東広域圏     | 日本テレビ（NTV）         | 日本テレビ系列                               | 木曜 21:00 - 21:54 | 同時ネット |                     |
| 山梨県         | 山梨放送（YBS）           | 日本テレビ系列                               | 木曜 21:00 - 21:54 | 同時ネット |                     |
| 新潟県         | テレビ新潟（TeNY）        | 日本テレビ系列                               | 木曜 21:00 - 21:54 | 同時ネット |                     |
| 長野県         | テレビ信州（TSB）         | 日本テレビ系列                               | 木曜 21:00 - 21:54 | 同時ネット |                     |
| 静岡県         | 静岡第一テレビ（SDT）     | 日本テレビ系列                               | 木曜 21:00 - 21:54 | 同時ネット |                     |
| 富山県         | 北日本放送（KNB）         | 日本テレビ系列                               | 木曜 21:00 - 21:54 | 同時ネット |                     |
| 石川県         | テレビ金沢（KTK）         | 日本テレビ系列                               | 木曜 21:00 - 21:54 | 同時ネット |                     |
| 福井県         | 福井放送（FBC）           | 日本テレビ系列                               | 木曜 21:00 - 21:54 | 同時ネット |                     |
| 中京広域圏     | 中京テレビ（CTV）         | 日本テレビ系列                               | 木曜 21:00 - 21:54 | 同時ネット |                     |
| 鳥取県・島根県 | 日本海テレビ（NKT）       | 日本テレビ系列                               | 木曜 21:00 - 21:54 | 同時ネット |                     |
| 広島県         | 広島テレビ（HTV）         | 日本テレビ系列                               | 木曜 21:00 - 21:54 | 同時ネット |                     |
| 山口県         | 山口放送（KRY）           | 日本テレビ系列                               | 木曜 21:00 - 21:54 | 同時ネット |                     |
| 徳島県         | 四国放送（JRT）           | 日本テレビ系列                               | 木曜 21:00 - 21:54 | 同時ネット |                     |
| 香川県・岡山県 | 西日本放送（RNC）         | 日本テレビ系列                               | 木曜 21:00 - 21:54 | 同時ネット |                     |
| 愛媛県         | 南海放送（RNB）           | 日本テレビ系列                               | 木曜 21:00 - 21:54 | 同時ネット |                     |
| 高知県         | 高知放送（RKC）           | 日本テレビ系列                               | 木曜 21:00 - 21:54 | 同時ネット |                     |
| 福岡県         | 福岡放送（FBS）           | 日本テレビ系列                               | 木曜 21:00 - 21:54 | 同時ネット |                     |
| 長崎県         | 長崎国際テレビ（NIB）     | 日本テレビ系列                               | 木曜 21:00 - 21:54 | 同時ネット |                     |
| 熊本県         | くまもと県民テレビ（KKT） | 日本テレビ系列                               | 木曜 21:00 - 21:54 | 同時ネット |                     |
| 鹿児島県       | 鹿児島読売テレビ（KYT）   | 日本テレビ系列                               | 木曜 21:00 - 21:54 | 同時ネット |                     |
| 宮崎県         | テレビ宮崎（UMK）         | フジテレビ系列 日本テレビ系列 テレビ朝日系列 | 日曜 8:00 - 8:55   | 遅れネット | [ 注 22 ]           |
| 大分県         | 大分放送（OBS）           | TBS系列                                      | 土曜 12:00 - 13:00 | 遅れネット | [ 注 23 ] [ 注 24 ] |
| 沖縄県         | 琉球放送（RBC）           | TBS系列                                      | 水曜 19:00 - 19:56 | 遅れネット | [ 注 25 ]           |

特記事項
- 日本テレビ系列の衛星放送のBS日テレでも不定期に放送されることがある。
- 2025年は、制作局の読売テレビを含む系列局がプロ野球中継をローカルで編成した際に、本番組の時間帯も野球中継とのマルチ編成が可能となった（本番組がメインチャンネルで、野球中継がサブチャンネル。提供スポンサーは共通）。特に2025年7月3日の広島テレビは、本番組が2時間スペシャルのためサブチャンネルの広島対東京ヤクルト戦も22:54まで放送枠が確保された。

ネット配信
| 配信元    | 更新時間        | 備考                                                         |
| --------- | --------------- | ------------------------------------------------------------ |
| ytv MyDo! | 木曜 22:00 更新 | 最新回限定で無料配信                                         |
| TVer      | 木曜 21:54 更新 | 最新回限定で無料配信 2022年4月14日よりリアルタイム配信も実施 |
| GYAO!     | 金曜 15:00 更新 | 最新回限定で無料配信                                         |

### 日本国外
- 台湾・緯来日本台 - 2009年秋より繁体字字幕付で放送している。タイトルは「妙國民糾察隊」。放送時間は毎週水曜・木曜20:00 - 21:00。
- 香港・ViuTV - 2018年4月30日より広東語吹き替えおよび繁体字字幕付で放送している。タイトルは「瀛知有密」。放送時間は毎週月曜・火曜22:00 - 22:30[10]。

## エンディングテーマ
- MISIA（長崎県）「真夏のカメレオン」
- sympathy（高知県）「深海」
- 安達勇人（茨城県）[注 27]「STAND BY YOU」2019年10月24日 -
- cyan（兵庫県）「愛旅」2020年4月9日 -
- Little Black Dress[注 28]「Mirror」2020年7月9日 -
- 八神純子（愛知県）「負けないわ」2021年10月14日 - [11]
- 佐々木佑紀 （東京都）「START LINE」2022年1月13日 -
- 怒髪天（北海道）「エリア1020」 2024年10月3日 -

## スタッフ

### レギュラー放送（2025年8月7日放送回以降）
当番組のスタッフロールでは制作スタッフの出身と都道府県も表示されている。2003 - 2004年にBS朝日で放送された「列島クイズ!都道府県太郎」でも同じ手法がとられていた。
- 構成：海老克哉（東京都）、政宗史子（北海道）、吉井三奈子（兵庫県）、下田雄大（大阪府）、岐部昌幸（群馬県）、オーガネク（沖縄県）、デーブ八坂（大分県）、村城大輔（京都府）、川谷進（京都府）
- リサーチ：フルタイム、フリード、ワンバイワンプラス
- 技術：fmt（2013年7月12日まで八峯テレビと表記）
- SW：先崎聡（東京都）
- カメラ：横山大輔（東京都）
- 音声：光家郁夫（埼玉県）
- VE：田中昭博（徳島県）
- 照明：瀬戸五郎（テレビ東京アート、神奈川県）
- 美術：フジアール 柴田慎一郎（神奈川県）・別所晃吉（東京都）
- CG：フジアール（2020年4月9日 - ）
- タイトルデザイン：熊谷千恵子（福島県、2020年3月26日までは橋本名義）、池田祥康（静岡県、2020年4月9日 - ）
- 収録スタジオ：テクノマックス、東京メディアシティ・TMC-A1スタジオ（2012年10月から）
- ロケ技術：クロステレビビジョン、ティ・ピー・ブレーン【毎週】、プレゼンス・クルー、ROGUE、テックサービス、ライズ・アップ、札幌映像プロダクション、テック、テーク・ワン、ハックベリー、MTS&プランニング、花田弦（大阪府）、冨永浩（大阪府）【週替り】
- 編集：ミックビジョン 高木晋倫（愛知県）【毎週】・三上大貴（以前は、ザ・チューブ、静岡県）【週替り】
- MA：中塚恭輔（大分県）
- 音効：佳夢音 藤原大介（東京都）
- TK：石橋葉子（東京都）
- スタイリスト：勝俣淳子（神奈川県）、植田雅恵（愛知県、2020年4月9日 - ）、北川仁子（東京都、2024年1月18日 - ）
- メイク：山田かつら、光倉カオル（山口県、共に2020年4月9日 - ）
- 衣装協力：MONSUEIR NICOLE、FLAG-J、carlife、AOKI、LOGOS、IKUKO、BABY, THE STARS SHINE BRIGHT、DEVILOCK、JUNKY、BACKBONE
- 映像協力：日本テレビ、NHK
- 資料協力：読売新聞社
- フードコーディネーター：梶山葉月（静岡県）
- 宣伝：岩野哲也（読売テレビ、千葉県、2024年7月11日 - ）、森脇征大（読売テレビ、兵庫県、2023年8月3日 - ）
- 制作スタッフ：荒巻由希子（ytv Nextry、兵庫県）、野月智恵（読売テレビ、青森県）
- AP：小倉啓輔（栃木県、2024年9月26日 - ）
- 監修：津田誠（ハウフルス、神奈川県、2023年4月13日 - 、2018年6月28日まではCP、2023年3月30日までは総合演出）
- フロアディレクター：菅剛史（ガスコイン・カンパニー、大阪府）
- ディレクター：新川雅史（ハウフルス、千葉県、一時離脱→復帰）、林洋介（ハウフルス、東京都）、椿原宏史（ハウフルス、神奈川県）、岡田至功（ハウフルス、奈良県）、大谷克也（ハウフルス、大阪府）、桑田良行（福島県）、石田陽希（ハウフルス、広島県）、君塚亮介（ハウフルス、神奈川県）、藤田理臣（熊本県）、金善花（東京都）、勝部真穂（兵庫県）、岸征吾（群馬県）、早川和孝（山口県）
- 演出：佐藤和彦（ハウフルス、神奈川県、2018年9月20日まではディレクター）
- プロデューサー：上門直人（読売テレビ、京都府、2025年8月7日 - ）、伊藤考宏（ハウフルス、山形県、2014年9月までは制作、2014年10月 - 2018年4月頃まではAP）、平光綾（ハウフルス、東京都、2021年4月22日 - 、以前はAP）
- チーフプロデューサー：金井南燮（読売テレビ、京都府、2025年8月7日 - 、2023年8月3日 - 2025年7月24日まではプロデューサー）、清水紀枝（ハウフルス、群馬県、2018年7月26日まではプロデューサー）
- 制作協力：ハウフルス
- 制作著作：ytv

#### 過去のスタッフ
- チーフプロデューサー：武野一起（読売テレビ、大阪府）[12]、木谷俊樹（読売テレビ、福井県）、前西和成（読売テレビ、兵庫県）、片岡克也（読売テレビ、滋賀県、2017年6月8日 - 2020年6月25日、2017年6月1日まではプロデューサー）、沼田賢治（読売テレビ、東京都、2020年7月9日 - 2021年7月8日、2020年4月9日 - 6月25日まではプロデューサー）、小野寺将史（読売テレビ、東京都、2021年7月15日 - 2023年7月27日）、山口将人（読売テレビ、東京都、2023年8月3日 - 11月23日）、柿本幸一（読売テレビ、三重県、2023年12月7日 - 2024年1月11日）、野瀬慎一（読売テレビ、広島県、2024年1月18日 - 7月4日、以前はプロデューサー→一時離脱）、古河雅彦（読売テレビ、福岡県、2024年7月11日 - 2025年7月24日）
- プロデューサー：中村元信（読売テレビ、大阪府）、中島恭助（読売テレビ、岡山県）、西川義嗣（読売テレビ、大阪府）、竹本輝之（読売テレビ、大阪府）、平山勝雄（読売テレビ、大阪府、2019年7月11日 - 2020年3月26日、以前はディレクター）、伊藤隆洋（読売テレビ、兵庫県、2019年1月17日 - 2023年7月27日）、佐藤実（ハウフルス、東京都、2014年9月までは、AP、以前は制作）、尾形香代（ハウフルス、宮城県）、河村圭子（ハウフルス、茨城県、2020年12月10日 - 2023年6月1日）
- AP：大坪正季（読売テレビ、愛知県）、田岸宏一（ハウフルス、茨城県）
- 演出：山田謙司（ハウフルス、愛知県、2023年3月30日まで）
- ディレクター：小林正純（ハウフルス、神奈川県）、川崎大志（ハウフルス、宮崎県）、大澤哲也（ハウフルス、長野県）、古畑雅之（ハウフルス、埼玉県）、神山敦（ハウフルス、青森県）、樫出浩行（ハウフルス、千葉県）、筧友秀（ハウフルス、滋賀県）、関典明（読売テレビ、千葉県）、白根伸一（神奈川県）、中西浩平（ハウフルス、福井県）、山﨑恵弘（ハウフルス、兵庫県）、浦田裕貴（ハウフルス、大阪府）、井上陽史（TV BOX、大阪府）、山下卓哉（ハウフルス、兵庫県）、本田啓一（ハウフルス、大阪府）、望月創（ハウフルス、東京都）、髙城健一郎（ハウフルス、鹿児島県、2015年3月までは演出）、方波見啓太（ハウフルス、神奈川県）、新岡真治（ハウフルス、北海道）、加藤圭祐（ハウフルス、東京都）、神戸詩門（東京都）、杉本篤史（兵庫県）、籾山祐樹（ハウフルス、島根県）、曽田健太郎（島根県）、金城聖門（クロスブリード、東京都）、飯泉匡平（茨城県）、伊達あかね（愛知県）、岩橋一総（千葉県）、田島浩之（ハウフルス、埼玉県）、佐藤裕人（福島県）、奥村天知（ハウフルス、愛媛県）、榊俊平（ハウフルス、千葉県）、花井純大朗（ハウフルス、宮城県）、日髙慎一朗（ハウフルス、東京都）、堀実奈（兵庫県）
- 制作スタッフ：中野雄一朗（ハウフルス、大阪府）、遠藤美加子（ハウフルス、福島県）、山崎真央（読売テレビ、富山県）
- 監修：菅原正豊（ハウフルス、東京都、2023年3月30日まで）
- 制作進行：大塚峰子（読売テレビ、埼玉県）
- 広報→宣伝：今村紀彦（読売テレビ、兵庫県）、植村なおみ（読売テレビ、東京都）、稲葉一隆（読売テレビ、大阪府）、瀬野尾光則（読売テレビ、栃木県）、熊谷有里子（読売テレビ、東京都）、竹村麻美（読売テレビ、兵庫県）、吉田幸平（読売テレビ、千葉県）、加藤崇（読売テレビ、兵庫県、以前はディレクター→一時離脱）、三輪宗滋（読売テレビ、愛知県、一時離脱→復帰）、西川章洋（読売テレビ、兵庫県）、吉井智也（読売テレビ、兵庫県、2019年6月27日 - 2023年7月27日）、川島拓（読売テレビ、神奈川県、2020年7月9日 - 2024年7月4日）
- 構成：山内正之（三重県）、西田哲也（大阪府）、山名宏和（東京都）、勝栄（神奈川県）、すずきB（静岡県）、加藤智久（北海道）
- リサーチ：T2ファージ
- SW：竹内弘佳（長野県）
- カメラ：西村孝廣（兵庫県）、松井光太郎（富山県）、小林重徳（長野県）
- 調整：藤崎康広（千葉県）
- 照明：曽我秀樹（東京都）
- 音効：室加徳彦（佳夢音、東京都）、柳原英博（佳夢音、山梨県）
- 編集：加福大（ザ・チューブ、青森県）、大沼一真（ザ・チューブ、山梨県）・辻本昌義（ザ・チューブ、大阪府）
- MA：天谷馬直男（ザ・チューブ、東京都）、柴田敏幸（東京都）
- CG：高村克也（高知県）、名越義人（奈良県）
- スタイリスト：御法川靖子[注 29]（みの担当、東京都）、MINNIE
- 収録スタジオ：東京タワースタジオ（2012年9月まで）
- ロケ技術：LAP,Inc.、光学堂、fmt、GPA、パッションプロモーション、mabu、ヌーベルバーグ、象|ZOU、DEEP、森山弘喜（東京都）、広島放送

### スペシャル時代
- 構成：海老克哉、山名宏和、福原フトシ、すずきB、加藤智久
- リサーチ：フルタイム
- 技術：八峯テレビ
- SW：竹内弘佳
- カメラ：横山大輔
- 音声：光家郁夫
- 調整：藤崎康広
- 照明：瀬戸五郎（ALTX）
- 美術：フジアール、柴田慎一郎
- CG：池田祥康（ハウミック）
- タイトルデザイン：橋本千恵子
- スタイリスト：御法川靖子（みのもんた担当）、山口恵子
- 収録スタジオ：テクノマックス、東京タワースタジオ（旧東京タワー芝公園スタジオ）
- ロケ技術：TPブレーン、ハックベリー
- 編集：麻布プラザ よしだ裕二
- MA：麻布プラザ 伊藤敬一
- 音効：佳夢音 柳原英博
- TK：後藤有紀
- 広報：永井若菜・川合アンナ（よみうりテレビ）
- 制作進行：大塚峰子（よみうりテレビ）、中野雄一朗
- AP：清水紀枝・田岸宏一（ハウフルス）、西島淳一（よみうりテレビ）
- ディレクター：大沢哲也・佐藤和彦・新川雅史・磯部修・高城健一郎（ハウフルス）、菅剛史（ビーワイルド）
- 演出：山田謙司（ハウフルス）
- 監修：菅原正豊（ハウフルス）
- プロデューサー：中村元信（よみうりテレビ）、津田誠（ハウフルス）
- チーフプロデューサー：武野一起（よみうりテレビ）
- 制作協力：ハウフルス
- 制作著作：よみうりテレビ

## 特別番組の放送日
- 2006年9月21日 21:00 - 22:54 13.0%
- 2007年3月22日 21:00 - 22:54 15.7%
- 2008年12月31日 14:00 - 14:55に「みのもんたのヒミツのOSAKA体感ツアー!!」という特別番組が読売テレビで放送された（読売テレビ以外では日本テレビのみ2009年1月2日（1日深夜）1:49 - 2:44に放送）。内容は、久本ときよしがみのを迎え大阪を案内するというもの。
- 2011年3月17日放送回は、東日本大震災の影響により、当初予定を変更し、オープニングでみのが見舞いを述べた後、過去の放送分（東北6県の出身芸能人が出演しておらず、西日本を中心に扱った回）を再放送した。また、放送当時、提供クレジットは表示されておらず、CMもACジャパンの公共広告に差し替えられた。
- 2016年4月14日に2時間枠で『ダウンタウンDX』との合体スペシャルが放送されたが、放送途中の21:26頃に熊本県で大地震が発生したことに伴い、地震速報のテロップが出た後、まず読売テレビのみ報道特別番組に差し替えられ、少し遅れて21:40頃に全国で報道特別番組に差し替えられて途中で打ち切りとなった[13]。このため全国で未放送となったコーナー「青森ネイティブから学ぶ津軽弁講座!!」はその企画のみを同年5月19日に再編集して放送した[14]。
- 2018年9月2日16:35 - 17:30に「秘密のケンミンSHOW超関西祭り!東の常識ぶった切る!爆笑2府4県相関図」が読売テレビで放送された。久本を司会に、過去の関西のネタだけを集めたもの。
- 2018年9月6日放送回は、当日早朝に発生した北海道胆振東部地震の影響により、当初予定を変更（北海道のビール事情を特集した企画が含まれていたため）し、9月13日に予定していた「残暑はON THEライスで吹き飛ばせ！全国絶品どんぶり祭り[注 30]」を放送。スタジオ部分はみの・久本のみが冒頭とエンディングに短時間出演しただけだった。大阪カレーは9月13日に、ビール事情は12月6日にそれぞれ改めて放送された。また、後者に関してはゲスト出演者（ケンミンスター）を入れ替えた上の再収録を行った。そこで、同年11月22日の2時間スペシャルで、クラーク博士の認知度を調査した。
- 2019年9月8日 15:00 - 16:30に、前年に続き「秘密のケンミンSHOW超関西祭り!」が読売テレビ（関西ローカル）で放送された。司会は久本、ゲストはケンドーコバヤシ、サバンナ、宇垣美里、三戸なつめ[15]。
- 2023年1月12日 23:59 - 0:54に「夜のケンミンSHOW」というスピンオフ番組が放送された[注 31]。司会:ケンドーコバヤシ。ゲスト:すがちゃん最高No.1（山形県[注 32]）、ガンバレルーヤ、重盛さと美、神谷健太（沖縄県）[16]。
- 2024年1月11日 23:59 - 0:54に、前年に続き「夜のケンミンSHOW」が放送された。2025年1月9日 1:46 - 2:51に関西ローカルで再放送。
- 2024年1月18日に放送される予定の『ダウンタウンDX』との合体スペシャルは、ダウンタウン・松本人志（兵庫県）の活動休止に伴い、2番組合同という形を見送り、当番組のみ単独での2時間スペシャルを放送することにし、休止分を補填する目的で急遽当番組の追加収録が行われたと一部報道[17]が出たが、実際は「サクサクジューシーで超激ウマ!?全国絶品揚げ物祭り!![注 33]」と、2019年9月8日に関西ローカルで放送された「超関西祭り!」を再編集した内容だった。

## その他
- 2023年8月31日放送分はバスケットボールワールドカップの中継に伴い、急遽休止となった。この日の振替放送は未定のままお蔵入りとなった。

## 問題点と批判
- 2022年12月22日放送分の「京都の豆腐」特集で街頭インタビューを受けた一般の男性と女性の二人組を「京夫婦」として放送したが、実際にはこの二人は夫婦でなく、また京都府在住と兵庫県在住の人物であった事から事実とは異なるとして2023年1月12日放送の番組最後に謝罪テロップが出た。